# Лемозеро
Ле́мозеро (карел. Lemijärvi) — деревня в составе Коверского сельского поселения Олонецкого национального района Республики Карелия.

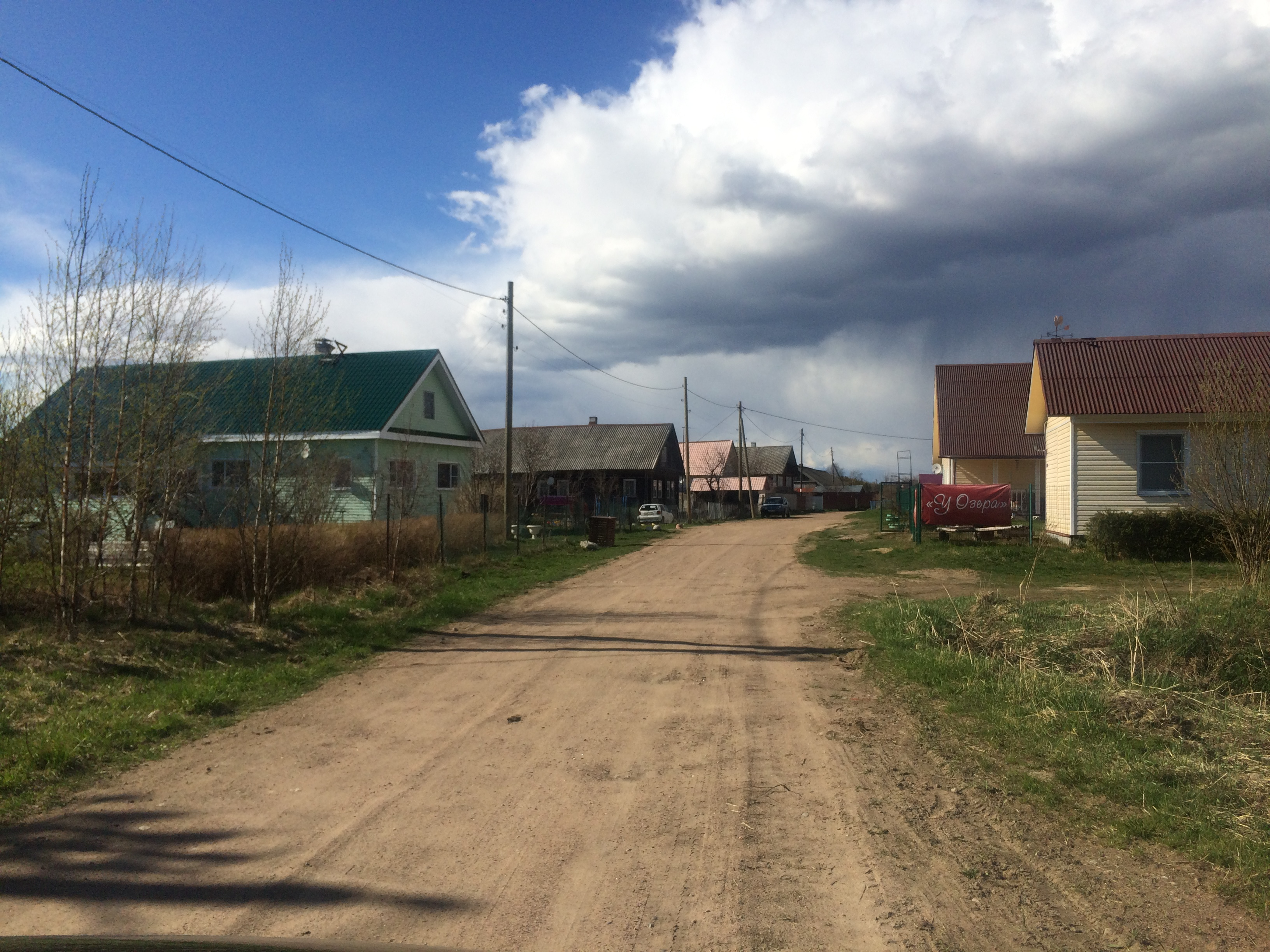
Центр деревни.

## Общие сведения
Расположена на восточном берегу Лемозера.

## Население
| 2002 | 2009 | 2010 | 2013 |
| ---- | ---- | ---- | ---- |
| 9    | ↘4   | ↗10  | ↗17  |